# チャールズ・F・アダムズ級ミサイル駆逐艦
チャールズ・F・アダムズ級ミサイル駆逐艦（英語: Charles F. Adams-class guided missile destroyers) は、アメリカ海軍のミサイル駆逐艦の艦級。アメリカ海軍がミサイル駆逐艦として建造した初の艦級であるとともに、大戦型艦隊駆逐艦の掉尾を飾る艦級でもあった。基本計画番号はSCB-155。
先行する艦隊駆逐艦であるフォレスト・シャーマン級をもとに、新開発の艦隊防空ミサイル・システムであるターター・システムの搭載など、大幅に拡大発展して設計された。1957年度計画から1961年度計画で23隻、またオーストラリア海軍とドイツ連邦海軍向けにさらに3隻ずつの計29隻が建造された。性能の陳腐化に伴い、アメリカ海軍では1993年までに、またその退役艦の貸与を受けたギリシャ海軍など国外においても、2004年までに運用を終了した。

## 来歴
アメリカ海軍は、第二次世界大戦末期より、全く新しい艦隊防空火力として艦対空ミサイルの開発に着手していた。まずテリア、ついでタロスが実用化され、既存の巡洋艦への改修によって装備化された。しかし特にテリアは、より小さい駆逐艦ベースの船体でも十分に収容できることが判明したことから、巡洋艦への改装はそれ以上行われないことになった。かわって、当時計画が進められていた高速艦隊護衛艦（Fast task force escort）にテリアが装備されることになり、1956年度計画のファラガット級が設計変更されて、ミサイル艦として建造されることになった。
しかしこれらも、駆逐艦をベースにしているとはいえ、通常の艦隊駆逐艦より一回り大きいミサイル・フリゲート（DLG）であり、大量建造は困難であった。当時、航空機の発達と冷戦構造の成立に伴う経空脅威の増大が課題となっており、第二次世界大戦中のレイテ沖海戦で日本艦隊に差し向けた航空攻撃をアメリカ艦隊自身が受けた場合、艦隊上空に到達した敵機の75％が直掩機の邀撃をかいくぐって殺到するとのシミュレーション結果が導かれたことからも、多数を占める駆逐艦へのミサイル装備は急務とされた。
このことから、上記のような大型艦の計画と並行して、1951年1月、護衛駆逐艦程度の艦にも搭載できる射程10海里 (19 km)程度の艦対空ミサイルの開発要求が発出された。これに応じて、テリアの開発計画から派生するかたちで開発されたのがターターであり、1955年初頭には開発計画が認可された。同年8月より、このミサイルを搭載する駆逐艦に関する実行可能性研究が着手された。当初はファラガット級の縮小型として検討されていたが、まもなく、1953年度計画より建造されていたフォレスト・シャーマン級をベースとするように方針変更された。これによって建造されたのが本級である。

## 設計
当初、船体設計はフォレスト・シャーマン級とまったく同一になる予定であったが、装備の変更などに伴い、実際には、満載排水量にして600トンの艦型増大となったほか、艦内配置も一部改正されている。ただしフレッチャー級以来の強いシアを持つ平甲板船型は踏襲されたが、シアはさらに傾斜が大きく鋭いものとなった。また1960年・61年度計画艦ではソナードームがバウドーム式に変更されており、船首部の艤装に差異が生じている。なお上部構造物はアルミニウム合金製である。また全体に空調設備が導入された。
主機関はフォレスト・シャーマン級とほぼ同一であり、ミッチャー級以来の蒸気圧力1,200 lbf/in2 (84 kgf/cm2)、温度510℃の高圧ボイラー（いわゆるTwelve Hundred Pounder）を備えている。また蒸気タービンとしても、高・中圧タービンと低圧・後進タービンの2車室を備えた2胴式・2段減速のギヤード・タービンが踏襲された。ボイラー2缶とタービン1基をセットにして、両舷2軸を駆動するため2組を搭載しており、機関配置としては、艦首側から前部缶室・前部機械室・後部缶室・後部機械室が並ぶシフト配置とされている。
電源としては、出力550キロワットのタービン発電機4基が搭載されており、また後の改装の際に出力750キロワットに増強された。

## 装備
本級は基本的に、フォレスト・シャーマン級の53番砲および長魚雷発射管とバーターに、ターター・システムおよびアスロック・システムを装備したものとなっている。

### C4ISR
ターター・システムのメインセンサーとしてAN/SPS-39が搭載された。これは1960年に実戦配備されたばかりの新鋭機で、アメリカ海軍初の実用3次元レーダーであった。また、これはのちにAN/SPS-52と同じプレーナアレイ・アンテナを用いるように更新されたほか、システム自体をAN/SPS-52に更新した艦もあったとされている。これを補完する2次元式の対空捜索レーダーとしては、前期型（DDG-14まで）ではAN/SPS-37が搭載されていたが、後期型（DDG-15以降）では新型のAN/SPS-40に更新され、前期型でも後に換装された。
ソナーとしては、低周波・大出力のAN/SQS-23が搭載される。また後の改修で、4隻については、信号処理装置などに改良を加えたAN/SQQ-23に更新された。
またその後、海軍戦術情報システム（NTDS）の艦隊配備の進展を受けて、艦隊の主たるワークホースである本級にもこれをバックフィットする計画が生まれた。ただし本級では、容積や発電容量等の制約のためにフルスペックのNTDSの戦術情報処理装置を搭載出来なかったことから、簡易型としてJPTDS（Junior Participating Tactical Data System）が開発された。これは処理目標数や武器管制能力、処理装置や端末の台数とのトレードオフのもとで小型化・省電力化したものであるが、空母戦闘群（現 空母打撃群）の一員としての行動を考慮して、リンク 11への連接能力は維持された。コスト高騰を受けて、アメリカ海軍での搭載は4隻に留まったが、オーストラリア海軍ではパース級駆逐艦の3隻全艦に搭載した。またこの搭載に伴い、武器管制システム（WDS）はMk.4からMk.13 mod.4に更新された。

### 武器システム
ターター用のミサイル発射機は、当初艦橋前部に搭載する計画だったが、耐候性などの面で難点があり、後部01甲板に落ち着いた。前期型は連装の発射機であるMk.11 GMLSを装備したが、装填速度が遅く信頼性に難があったことから、14番艦「バークレー 」（DDG-15）以降は、新しく開発された単装発射機であるMk.13 GMLSに更新された。また、ターター・システムのミサイル射撃指揮装置としてはMk.74 GMFCSが搭載され、そのAN/SPG-51イルミネーター（誘導レーダー）は、第2煙突後部に2基が搭載される。砲射撃指揮装置にもミサイル誘導機能が付加されていることから、同時に3個の目標と交戦できる。
また後に対艦兵器としてハープーン艦対艦ミサイルの運用能力が付加されており、Mk.11 GMLS搭載艦では4発、Mk.13 GMLS搭載艦では6発が収容されている。
対潜兵器としては、アスロック対潜ミサイル用のMk.16 GMLS及び3連装短魚雷発射管を装備する。Mk.16 GMLSのMk.112 8連装発射機は前後煙突間の中部甲板に配置された。弾数は発射機内の8発のほか、のちに前部煙突のわきに予備弾4発を搭載可能となった。魚雷発射管は艦橋脇の両舷に設置された。水中攻撃指揮装置（UBFCS）としては、前期型はMk.111、後期型はMk.114を搭載する。
艦砲としては、シャーマン級と同様に54口径127mm単装速射砲（Mk.42 5インチ砲）を採用している。ただし5インチ砲の搭載数は1門減の2門とされ、近接防空用の3インチ砲も省かれたことから、砲射撃指揮装置（GFCS）は、主方位盤としてのMk.68を1基のみ搭載する。なお後部の52番砲はターター発射機と同甲板にあるため、射界に制約を受ける。また一部艦では、のちにGFCSを完全デジタル式の新型機であるMk.86に更新し、AN/SPG-60DとAN/SPQ-9Aレーダーを搭載している。

## 同型艦

### 一覧表
| アメリカ海軍 | アメリカ海軍                                     | アメリカ海軍    | アメリカ海軍    | アメリカ海軍    | アメリカ海軍    | 退役/再就役後                                                                                                 | 退役/再就役後                                                                                                 | 退役/再就役後                                                                                                 | 退役/再就役後                                                                                                 | 退役/再就役後                                                                                                 | |
| #            | 艦名                                             | 起工            | 進水            | 就役            | 退役            | 再就役先 | # | 艦名 | 就役 | 退役 | |
| ------------ | ------------------------------------------------ | --------------- | --------------- | --------------- | --------------- | --- | --- | --- | --- | --- | --- |
| DDG-2        | チャールズ・F・アダムズ USS Charles F. Adams     | 1958年 6月16日  | 1959年 9月8日   | 1960年 9月10日  | 1992年 8月1日   | 博物館への改装を予定して保管されていたが、予算が高額になることなどから断念。 2020年にスクラップ処分となった。 | 博物館への改装を予定して保管されていたが、予算が高額になることなどから断念。 2020年にスクラップ処分となった。 | 博物館への改装を予定して保管されていたが、予算が高額になることなどから断念。 2020年にスクラップ処分となった。 | 博物館への改装を予定して保管されていたが、予算が高額になることなどから断念。 2020年にスクラップ処分となった。 | 博物館への改装を予定して保管されていたが、予算が高額になることなどから断念。 2020年にスクラップ処分となった。 | 博物館への改装を予定して保管されていたが、予算が高額になることなどから断念。 2020年にスクラップ処分となった。 |
| DDG-3        | ジョン・キング USS John King                     | 1958年 8月25日  | 1960年 1月30日  | 1961年 2月4日   | 1990年 3月30日  | スクラップ処分。                                                                                              | スクラップ処分。                                                                                              | スクラップ処分。                                                                                              | スクラップ処分。                                                                                              | スクラップ処分。                                                                                              | スクラップ処分。                                                                                              |
| DDG-4        | ローレンス USS Lawrence                          | 1958年 10月27日 | 1960年 2月27日  | 1962年 1月6日   | 1990年 3月30日  | スクラップ処分。                                                                                              | スクラップ処分。                                                                                              | スクラップ処分。                                                                                              | スクラップ処分。                                                                                              | スクラップ処分。                                                                                              | スクラップ処分。                                                                                              |
| DDG-5        | クロード・V・リケッツ USS Claude V. Ricketts     | 1959年 5月18日  | 1960年 6月14日  | 1962年 5月5日   | 1989年 10月31日 | スクラップ処分。                                                                                              | スクラップ処分。                                                                                              | スクラップ処分。                                                                                              | スクラップ処分。                                                                                              | スクラップ処分。                                                                                              | スクラップ処分。                                                                                              |
| DDG-6        | バーニー USS Barney                              | 1959年 8月10日  | 1960年 12月10日 | 1962年 8月11日  | 1990年 12月17日 | スクラップ処分。                                                                                              | スクラップ処分。                                                                                              | スクラップ処分。                                                                                              | スクラップ処分。                                                                                              | スクラップ処分。                                                                                              | スクラップ処分。                                                                                              |
| DDG-7        | ヘンリー・B・ウィルソン USS Henry B. Wilson      | 1958年 2月28日  | 1959年 4月22日  | 1960年 12月17日 | 1989年 10月2日  | 実艦標的として海没処分。                                                                                      | 実艦標的として海没処分。                                                                                      | 実艦標的として海没処分。                                                                                      | 実艦標的として海没処分。                                                                                      | 実艦標的として海没処分。                                                                                      | 実艦標的として海没処分。                                                                                      |
| DDG-8        | リンド・マコーミック USS Lynde McCormick         | 1958年 4月4日   | 1959年 7月28日  | 1961年 6月 3日  | 1991年 10月1日  | 実艦標的として海没処分。                                                                                      | 実艦標的として海没処分。                                                                                      | 実艦標的として海没処分。                                                                                      | 実艦標的として海没処分。                                                                                      | 実艦標的として海没処分。                                                                                      | 実艦標的として海没処分。                                                                                      |
| DDG-9        | タワーズ USS Towers                              | 1958年 4月1日   | 1959年 4月23日  | 1961年 6月6日   | 1990年 10月1日  | 実艦標的として海没処分。                                                                                      | 実艦標的として海没処分。                                                                                      | 実艦標的として海没処分。                                                                                      | 実艦標的として海没処分。                                                                                      | 実艦標的として海没処分。                                                                                      | 実艦標的として海没処分。                                                                                      |
| DDG-10       | サンプソン USS Sampson                           | 1959年 3月2日   | 1960年 5月21日  | 1961年 6月24日  | 1991年 6月24日  | スクラップ処分。                                                                                              | スクラップ処分。                                                                                              | スクラップ処分。                                                                                              | スクラップ処分。                                                                                              | スクラップ処分。                                                                                              | スクラップ処分。                                                                                              |
| DDG-11       | セラーズ USS Sellers                             | 1959年 8月3日   | 1960年 9月9日   | 1961年 10月28日 | 1989年 10月31日 | スクラップ処分。                                                                                              | スクラップ処分。                                                                                              | スクラップ処分。                                                                                              | スクラップ処分。                                                                                              | スクラップ処分。                                                                                              | スクラップ処分。                                                                                              |
| DDG-12       | ロビソン USS Robison                             | 1959年 4月28日  | 1960年 4月27日  | 1961年 12月9日  | 1991年 10月1日  | スクラップ処分。                                                                                              | スクラップ処分。                                                                                              | スクラップ処分。                                                                                              | スクラップ処分。                                                                                              | スクラップ処分。                                                                                              | スクラップ処分。                                                                                              |
| DDG-13       | ホーエル USS Hoel                                | 1959年 8月3日   | 1960年 8月4日   | 1962年 6月16日  | 1990年 10月1日  | 発電所として転用するよう計画されたが、最終的にスクラップ処分。                                                | 発電所として転用するよう計画されたが、最終的にスクラップ処分。                                                | 発電所として転用するよう計画されたが、最終的にスクラップ処分。                                                | 発電所として転用するよう計画されたが、最終的にスクラップ処分。                                                | 発電所として転用するよう計画されたが、最終的にスクラップ処分。                                                | 発電所として転用するよう計画されたが、最終的にスクラップ処分。                                                |
| DDG-14       | ブキャナン USS Buchanan                          | 1959年 1月17日  | 1960年 5月11日  | 1962年 2月7日   | 1991年 10月1日  | 実艦標的として海没処分。                                                                                      | 実艦標的として海没処分。                                                                                      | 実艦標的として海没処分。                                                                                      | 実艦標的として海没処分。                                                                                      | 実艦標的として海没処分。                                                                                      | 実艦標的として海没処分。                                                                                      |
| DDG-15       | バークレー USS Berkeley                          | 1960年 6月1日   | 1961年 7月29日  | 1962年 12月15日 | 1992年 9月30日  | ギリシャ海軍                                                                                                  | D221 | テミストクレス ΒΠ Θεμιστοκλής                                                                                 | 1992年 10月                                                                                                   | 2002年 2月 | |
| DDG-16       | ジョセフ・シュトラウス USS Joseph Strauss        | 1960年 12月27日 | 1961年 12月9日  | 1963年 4月20日  | 1990年 2月1日   | ギリシャ海軍                                                                                                  | D220 | フォルミオン ΒΠ Φορμίων                                                                                       | 1992年 10月                                                                                                   | 2002年 7月 | |
| DDG-17       | カニンガム USS Conyngham                         | 1961年 5月1日   | 1962年 5月18日  | 1963年 7月13日  | 1990年 10月30日 | スクラップ処分。                                                                                              | スクラップ処分。                                                                                              | スクラップ処分。                                                                                              | スクラップ処分。                                                                                              | スクラップ処分。                                                                                              | スクラップ処分。                                                                                              |
| DDG-18       | セムズ USS Semmes                                | 1960年 8月15日  | 1961年 5月20日  | 1962年 12月10日 | 1991年 4月14日  | ギリシャ海軍                                                                                                  | D218 | キモン ΒΠ Κίμων                                                                                               | 1991年 9月 | 2004年 6月 | |
| DDG-19       | タットノール USS Tattnall                        | 1960年 11月14日 | 1961年 8月26日  | 1963年 4月13日  | 1991年 1月18日  | スクラップ処分。                                                                                              | スクラップ処分。                                                                                              | スクラップ処分。                                                                                              | スクラップ処分。                                                                                              | スクラップ処分。                                                                                              | スクラップ処分。                                                                                              |
| DDG-20       | ゴールズボロー USS Goldsborough                  | 1961年 1月3日   | 1961年 12月15日 | 1963年 11月9日  | 1993年 4月29日  | 予備部品確保のためオーストラリアに売却。                                                                      | 予備部品確保のためオーストラリアに売却。                                                                      | 予備部品確保のためオーストラリアに売却。                                                                      | 予備部品確保のためオーストラリアに売却。                                                                      | 予備部品確保のためオーストラリアに売却。                                                                      | 予備部品確保のためオーストラリアに売却。                                                                      |
| DDG-21       | コクレーン USS Cochrane                          | 1961年 7月31日  | 1962年 7月18日  | 1964年 3月21日  | 1990年 10月1日  | スクラップ処分。                                                                                              | スクラップ処分。                                                                                              | スクラップ処分。                                                                                              | スクラップ処分。                                                                                              | スクラップ処分。                                                                                              | スクラップ処分。                                                                                              |
| DDG-22       | ベンジャミン・ストッダート USS Benjamin Stoddert | 1962年 6月11日  | 1963年 1月8日   | 1964年 9月12日  | 1991年 12月20日 | スクラップ処分のため曳航中に沈没。                                                                            | スクラップ処分のため曳航中に沈没。                                                                            | スクラップ処分のため曳航中に沈没。                                                                            | スクラップ処分のため曳航中に沈没。                                                                            | スクラップ処分のため曳航中に沈没。                                                                            | スクラップ処分のため曳航中に沈没。                                                                            |
| DDG-23       | リチャード・E・バード USS Richard E. Byrd        | 1961年 4月12日  | 1962年 2月6日   | 1964年 3月7日   | 1990年 4月27日  | 予備部品確保のためギリシャに売却されたのち、実艦標的として海没処分。                                          | 予備部品確保のためギリシャに売却されたのち、実艦標的として海没処分。                                          | 予備部品確保のためギリシャに売却されたのち、実艦標的として海没処分。                                          | 予備部品確保のためギリシャに売却されたのち、実艦標的として海没処分。                                          | 予備部品確保のためギリシャに売却されたのち、実艦標的として海没処分。                                          | 予備部品確保のためギリシャに売却されたのち、実艦標的として海没処分。                                          |
| DDG-24       | ワッデル (ミサイル駆逐艦) USS Waddell            | 1962年 2月6日   | 1963年 2月26日  | 1964年 8月28日  | 1992年 10月1日  | ギリシャ海軍                                                                                                  | D219 | ネアルコス ΒΠ Νέαρχος                                                                                         | 1992年 10月                                                                                                   | 2003年 7月 | |

### アメリカ国外での運用
オーストラリア海軍
王立オーストラリア海軍は独自の仕様書に基づきチャールズ・F・アダムズ級3隻の建造を発注した。アメリカ海軍仕様とほぼ同じであるが、アスロックの代わりにアイカラ対潜ミサイルが搭載された。
2001年10月までに運用を終了した。
 ドイツ海軍
ドイツ連邦海軍は、アメリカ海軍向けに起工されたものの計画が中止されたDDG-28〜DDG-30を建造途中で引き取り、自国の運用要求に基づいた改正を加えたうえで就役させた。乗組員の居住区画、バウ・ソナーの位置、マストや煙突ファンネルキャップが異なったほか、のちに近代化改装でMk.31 RAM GMWSを装備した。
2003年12月までに運用を終了し、その代替として、NAAWS搭載のザクセン級フリゲートが就役している。
 ギリシャ海軍
アメリカ海軍の退役艦4隻を購入し、1991年より運用を開始したが、2004年までに全艦が退役し、スクラップとされた。
| #      | 米艦名                                   | 起工            | 変更                                              | 就役先             | #    | 艦名変更後               | 進水           | 就役            | 退役            |
| ------ | ---------------------------------------- | --------------- | ------------------------------------------------- | ------------------ | ---- | ------------------------ | -------------- | --------------- | --------------- |
| DDG-25 | 艦名なし                                 | 1962年 9月21日  | パース級として建造                                | オーストラリア海軍 | D38  | パース HMAS Perth        | 1963年 6月28日 | 1965年 7月17日  | 1999年 10月15日 |
| DDG-26 | 艦名なし                                 | 1962年 10月26日 | パース級として建造                                | オーストラリア海軍 | D39  | ホーバート HMAS Hobart   | 1964年 1月9日  | 1965年 12月18日 | 2000年 5月12日  |
| DDG-27 | 艦名なし                                 | 1965年 2月15日  | パース級として建造                                | オーストラリア海軍 | D41  | ブリスベン HMAS Brisbane | 1966年 5月5日  | 1967年 12月16日 | 2001年 10月19日 |
| DDG-28 | トールマン USS Tolman                    | 1966年 3月1日   | 起工後に計画が中止され リュッチェンス級として建造 | ドイツ海軍         | D185 | リュッチェンス Lütjens   | 1967年 8月11日 | 1969年 3月22日  | 2003年 12月18日 |
| DDG-29 | ヘンリー・A・ウィリー USS Henry A. Wiley | 1966年 4月12日  | 起工後に計画が中止され リュッチェンス級として建造 | ドイツ海軍         | D186 | メルダース Mölders       | 1967年 4月13日 | 1969年 2月23日  | 2003年 5月28日  |
| DDG-30 | シア Shea                                | 1967年 8月22日  | 起工後に計画が中止され リュッチェンス級として建造 | ドイツ海軍         | D187 | ロンメル Rommel          | 1969年 2月1日  | 1970年 5月2日   | 1998年 9月30日  |

## 登場作品

### ゲーム
『鋼鉄の咆哮シリーズ』
PS2版である鋼鉄の咆哮2 ウォーシップガンナーと鋼鉄の咆哮2 ウォーシップコマンダーに敵艦として登場。